# Sysert'
Sysert' è una città della Russia siberiana estremo occidentale (Oblast' di Sverdlovsk), situata sul fiume omonimo, 50 km a sud del capoluogo Ekaterinburg; è il capoluogo amministrativo del Sysertskij rajon.

## Società

### Evoluzione demografica
Fonte: mojgorod.ru
- 1897: 10.400
- 1959: 19.600
- 1979: 21.400
- 1989: 22.500
- 2007: 20.900